# Phymaturus mallimaccii
Phymaturus mallimaccii — вид ігуаноподібних ящірок родини Liolaemidae. Ендемік Аргентини.

## Поширення і екологія
Phymaturus mallimaccii відомі з типової місцевості, розташованої в горах Сьєрра-де-Фаматіна, в провінції Ла-Ріоха. Вони живуть на високогірних луках пуна, на висоті від 3800 до 4200 м над рівнем моря. Живляться рослинністю, зокрема Werneria і Hypochaeris, є живородними.

## Збереження
МСОП класифікує цей вид як вразливий. Phymaturus mallimaccii може загрожувати знищення природного середовища.